# Microdon trigonus
Microdon trigonus är en tvåvingeart som först beskrevs av Hull 1937. Microdon trigonus ingår i släktet myrblomflugor, och familjen blomflugor.
Artens utbredningsområde är Panama. Inga underarter finns listade i Catalogue of Life.